# روبرت بي جورج
روبرت بيتر جورج (بالإنجليزية: Robert P. George) هو باحث قانوني، وفيلسوف سياسي، ومثقف أمريكي يعمل أستاذًا في الاختصاص القضائي ومدير في معهد برنامج جيمس ماديسون في القيم والمؤسسات الأمريكية في جامعة برنستون. يحاضر روبرت جورج في مجال التفسير الدستوري، والحريات المدنية، وفلسفة القانون، والفلسفة السياسية. يُعتبر الكاثوليكي روبرت جورج من أبرز المثقفين المحافظين في البلاد.
بالإضافة إلى كونه أستاذًا في جامعة برنستون، فهو يحمل زمالة هربرت فون الأولى في معهد ويذرسبون، ولقب زميل باحث في مركز نوتردام للأخلاق والثقافة، وهو في كثير من الأحيان أستاذ زائر في كلية هارفارد للحقوق.

## نشأته وتعليمه
وُلد جورج في 10 يوليو عام 1955، وهو من أصول سورية وايطالية، ونشأ في مدينة مورغانتاون في فيرجينيا الغربية، وهو حفيد لمهاجر يعمل في تنقيب الفحم في المناجم. حصل على شهادة البكالوريوس من كلية سوارثمور، وشهادة القانون من كلية هارفارد للحقوق، ودرس في مدرسة هارفارد ديفينيتي، فضلًا عن حصوله على شهادة الدكتوراه في الفلسفة، والبكالوريوس والدكتوراه في القانون المدني، والدكتوراه في الآداب من جامعة أكسفورد. كان يشرف عليه كلًّ من الفيلسوف جون فينيس والفيلسوف جوزيف راس في أثناء دراسته الدكتوراه في جامعة أكسفورد، وعمل بعدها محاضرًا في الاختصاص القضائي في جامعة نيو كوليج.

## سيرته الأكاديمية

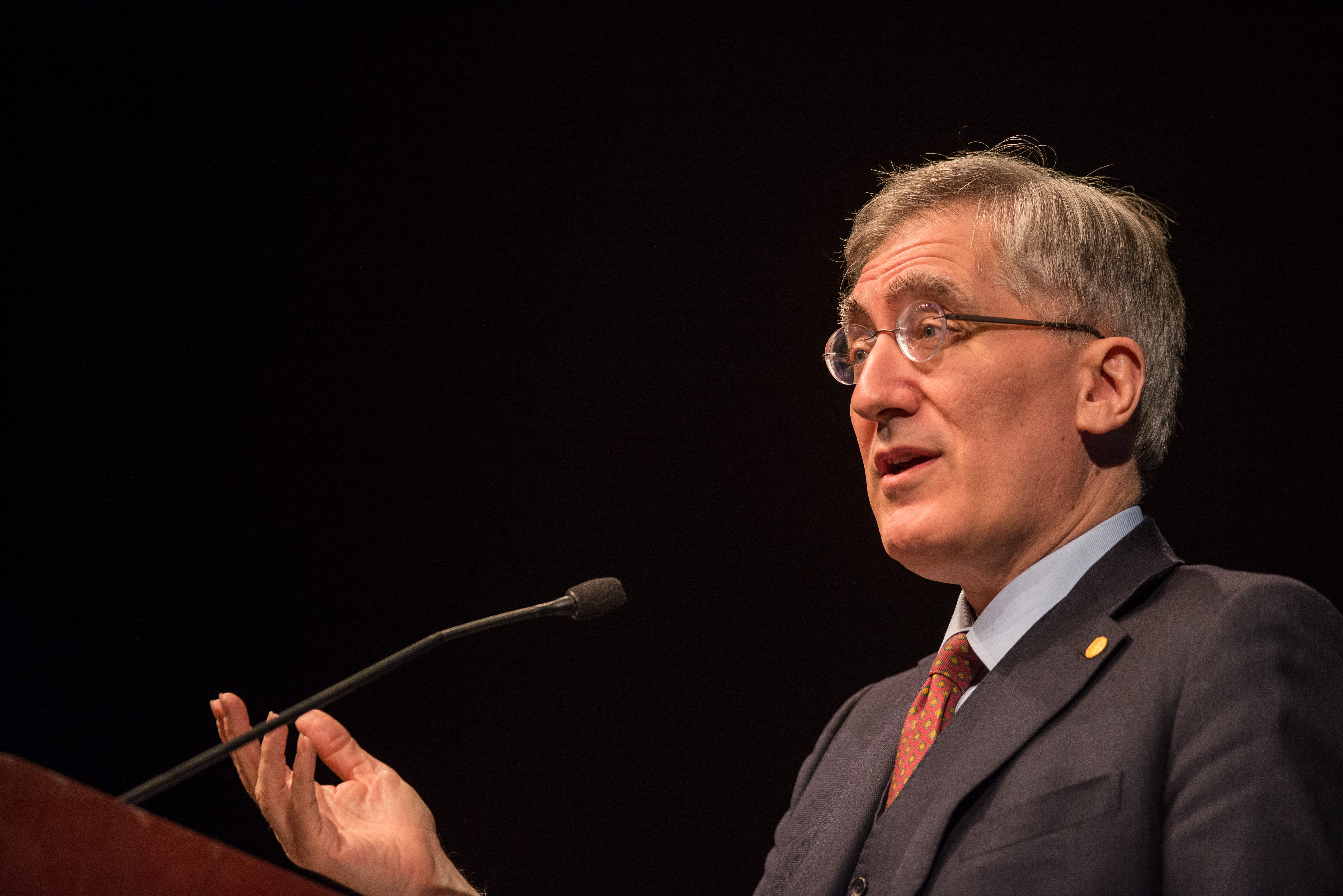
جورج خلال إلقائه لخطاب عام 2014

انضم جورج إلى أعضاء هيئة التدريس في جامعة برنستون بصفته مدرسًا في عام 1985، وبعد مرور سنة أصبح استاذًا مدرسًا. قضى جورج عاميّ 1988 و1989 في إجازة تفرّغ دراسي بصفته أستاذًا زائرًا في القانون في جامعة أكسفورد، وكان يعمل حينها على تأليف كتابه نحو جعل الإنسان أخلاقيًا: الحريات المدنية والأخلاق العامة (1993، مطبعة جامعة أكسفورد). في عام 1994 رُقّي جورج ليصبح استاذًا مساعدًا ثم أستاذًا في عام 1999 في جامعة برنستون بوظيفة دائمة، وعُيّن رئيسًا لقسم الاختصاص القضائي في برنستون ماكورمِك، تُعتبر درجة الأستذة هذه مشهورة للغاية وكان يشغلها من قبله كلّ من وودرو ويلسون، وإدوارد صموئيل كوروين، وألفيوس توماس ماسون، ووالتر ف. مورفي.
موّل جورج معهد برنامج جيمس ماديسون في القيم والمؤسسات الأمريكية في عام 2000 واستمر رئيسًا له. منذ عام 2007، كان جورج يدرّس على شكل حلقات دراسية بالتعاون مع صديقه وزميله كورنيل ويست المثقف البارز بالنسبة لليساريين، إذ يتناولون أبرز المفكرين في تاريخ الثقافة الغربية وتتضمن مواضيعهم: كتاب أنتيغون لِسوفوكليس، وحوار غورغياس لأفلاطون، وكتاب اعترافات القديس أوغسطين لِأوغسطينوس، وكتاب بيان الحزب الشيوعي لِماركس وإنجلز، وكتاب أرواح الأشخاص السود لِدو بويز، وكتاب الطريق إلى العبودية لِفريدريش هايك، وكتاب مذكرات السجن لِغرامشي، وكتاب الحق الطبيعي والتاريخ لِشتراوس، وكتاب إلغاء الإنسان لِلويس، وكتاب «رسالة من سجن برمينغهام» لمارتن لوثر كينج الابن. إنّ تعاون جورج-ويست في التدريس قد جلب الأنظار في الحرم الجامعي ووسائل الإعلام الوطنية (كانوا يسمحون لثمانية عشر طالب فقط في الدخول وهذا الرقم أقل بكثير ممن كانوا يرغبون بالحضور). في عام 2017، أجريا مقابلة لمدة ثلاث ساعات في برنامج «بوك نوتس» على قناة سي-سبان، فضلًا عن ظهورهم في الكثير من الكليات والجامعات في جميع أرجاء البلاد، إذ يتناقشان حول الحوار المدني والمفهوم الواسع لحرية الحرم الجامعي في التعبير باعتبارهما شيئًا أساسيًا لمهمة المؤسسات الأكاديمية في البحث عن الحقيقة. في مارس من عام 2017، ألّف جورج وويست كتاب «البحث عن الحقيقة، والديمقراطية، وحرية الفكر والتعبير»، ووقّع هذا الكتاب الآلافُ من الأساتذة والطلاب والإداريين الأكاديميين وغيرهم. في أبريل من عام 2019، شارك جورج وويست في «سلسلة» من المناقشات في جامعة واشنطن في سانت لويس بعنوان «تعليم الفنون الليبرالية: ما المغزى من ذلك؟».

## نشاطات مهنية ووظائف عامة أخرى
يعمل جورج محاميًا في شركة روبنسون وماكلوي للمحاماة بّي إل إل سي في تشارلستون، فيرجينيا الغربية.
خدم جورج رئيسًا للجنة الولايات المتحدة الأمريكية حول الحقوق المدنية منذ عام 1993 وحتى عام 1998، وعضوًا في مجلس الرئيس حول الأخلاقيات البيولوجية منذ عام 2002 وحتى عام 2009، وفي عام 2012 عينه رئيس مجلس النواب الأمريكي في لجنة الولايات المتحدة للحرية الدينية الدولية، وبعد ذلك بعام اختير رئيسًا لتلك اللجنة واستمر حتى انتهاء الفترة القانونية المحددة عام 2016.
كان جورج يشغل منصب الزميل القضائي في المحكمة العليا في الولايات المتحدة، وفي فترة عمله هناك حصل على جائزة توم سي كلارك، وكان عضوًا يمثل الولايات المتحدة في لجنة منظمة اليونسكو العالمية المعنية بأخلاقيات المعرفة العلمية والتكنولوجية واستمرّ فيها عضوًا مراسلًا. يعمل جورج عضوًا في مركز مجالس الأخلاقيات والسياسة العامة (يشغل منصب نائب الرئيس في هذا المجلس)، وفي معهد المشروع الأمريكي، وفي بِكيت فوند المعنية بالحرية الدينية، وفي مركز حقوق الفرد، وفي مؤسسة التراث، وفي مؤسسة لين وهاري برلدلي، وفي مؤسسة تيمبلتون ريليجين تروست. جورج هو عضو في مجلس العلاقات الخارجية.
عمل جورج أو لا يزال يعمل في المجلس التحريري للمجلة الأمريكية القضائية، ومجلة الفكر السياسي الأمريكي، والشؤون الوطنية، ومجلة المحك، ولجنة التحرير الاستشارية في مجلة فيرست ثينغز.

## النشاطات السياسية

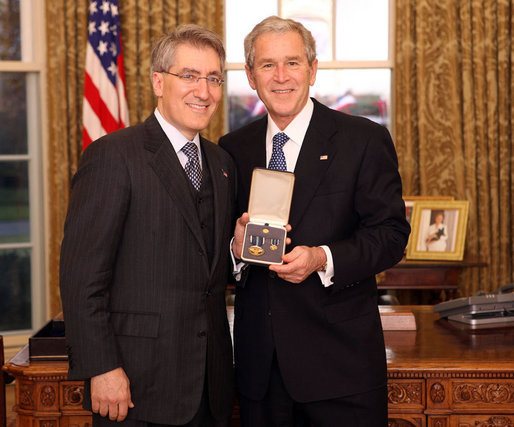
جورج مع الرئيس جورج دبليو بوش بعد استلامه ميدالية المواطن الرئاسية في عام 2008.

خدم جورج رئيسًا لمؤتمر الشباب الديمقراطي في فيرجينيا الغربية مرتين، وحضر المؤتمر الوطني الديمقراطي بصفته مندوبًا مناوبًا في عام 1976. في ثمانينيات القرن العشرين أصبح جورج يمينيًّا على الاغلب بسبب وجهة نظرة حيال الإجهاض، وترك الحزب الديمقراطي نتيجة للالتزام الراسخ من قبل هذا الحزب تجاه جعل الإجهاض قانونيًا وتمويله من قِبل الحكومة، وبسبب نزعته الشكية حيال كفاءة مشاريع الرعاية الاجتماعية واسعة النطاق التي تعمل عليها الحكومة في منطقة أبالاشيا والمناطق الريفية والحضرية محدودة الدخل. أسس جورج مشروع المبادئ الأمريكية الذي يهدف إلى إنشاء حركات شعبية حول أفكاره. ترأّس جورج المنظمة الوطنية للزواج التي كانت مجموعة معارضة زواج المثليين، وشارك جورج في تأسيس منتدى التجديد، وهو منظمة مكافحة ضد الإتجار الجنسي والاستغلال التجاري للنساء والأطفال.
أعاد جورج صياغة إعلان مانهاتن الذي وُقّع من قبل زعماء الأرثوذكس، والكاثوليك، والإنجيليين الذي «توعد بمقاومة تصل لدرجة العصيان المدني ضد أي تشريع يدفع بكنائسهم أو صدقاتهم للمساهمة في الإجهاض، أو البحوث التي تتعلق بإتلاف الأجنة، أو زواج المثليين». تعاون جورج أيضًا مع الباحث الإسلامي الشيخ حمزة يوسف من أجل فرض القيود على الفنادق لتفادي السماح بترويج الأفلام الإباحية، وعمل مع تلميذه السابق الحاخام اليهودي مير سولوفيتشك وجوناثان ساكس من بريطانيا العظمى من أجل محاربة معاداة السامية في أوروبا. لعب جورج دورًا بارزًا في إنشاء حركة «المحافظين الدينيين» ودمجها مع الحركة الجمهورية جنبًا إلى جنب مع الكثير من المثقفين. إن أغلب أعمال جورج المتعلقة بالحرية الدينية تركزت حول الفكرة التي مفادها أن الدين هو «خير مُميز للإنسان» وأكد أنه يسمح لِبني البشر في «العيش بشكل أصيل من خلال تنظيم حياة الفرد بشكل متوازٍ مع حكم ضميره الراجح».
هدّد المتعصب لحقوق الإجهاض ثيودور شولمان جورج بالموت، فضلًا عن استهدافه رئيس مؤسسة بريست فور لايف فرانك بافوني الذي قال إنهم سيكونون في عداد الموتى في حال تبرئة المتهم بقتل د. جورج تيلر (طبيب الإجهاض في ويتيشيا). بسبب تلك الجرائم حكم القاضي باول كروتي على شولمان بالسجن لمدة 41 شهرًا مع ثلاث سنوات إطلاق سراح مشروط.
أيّد جورج عضو مجلس الشيوخ تيد كروز من ولاية تكساس في الانتخابات التمهيدية للحزب الجمهوري إذ قال إنه «يعارض وبقوة» ترشيح دونالد ترامب، ووصفه بأنه «ضعيف الشخصية». في يوليو من عام 2017، وبعد أن أصبح ترامب رئيسًا أثنى عليه جورج حيال تنصيب نيل غورساتش في المحكمة العليا لكنه وصف محاولاته في تقييد الهجرة إلى الولايات المتحدة من بلدان معينة بأنها «ليست ضرورية وبالتالي فهي جائرة»، وتابع حديثة قائلًا «هناك شيء لابد من قوله للرئيس ترامب، إنه كان محظوظًا مع أعدائه فهو يعطيهم الفرصة لانتقاده بشكل شرعي لكنهم يذهبون لأكثر من ذلك وبالتالي يشوهون صورتهم أمام الناس الذين انتخبوا السيد ترامب ومن الممكن جدًا أن ينتخبوه مجددًا».

## الأوسمة والتكريمات
في الثامن من ديسمبر عام 2008، منح الرئيس جورج دبليو بوش (ميدالية المواطن الرئاسية) لجورج في حفل في المكتب البيضاوي بالبيت الأبيض. تتضمن جوائزه الأُخرى: الميدالية الشرفية للدفاع عن حقوق الإنسان في جمهورية بولندا، وميدالية كانتيربري من مؤسسة بيكيت فوند المعنية بالحرية الدينية، وجائزة فيليب ميريل من منظمة مجلس الأمناء والخريجين الأمريكي، وجائزة إرفنج كرستول من معهد المشروع الأمريكي، وجائزة سيدني هوك من جمعية المفكرين الوطنية، وجائزة بول باتور من الجمعية الفدرالية للقانون والسياسة العامة، وجائزة رئيس جامعة برنستون للتدريس المُتميّز. حصل جورج على 19 شهادة فخرية من ضمنها التي حصل عليها من جامعة أبات أوليبا في مدينة برشلونة، إسبانيا في عام 2017. في العام ذاته أطلقت جامعة بايلور «مبادرة روبرت بيتر جورج في الإيمان، والأخلاق، والسياسة العامة» بصفتها جزءًا من البايلور الخاص بها في برنامج العاصمة واشنطن.

## الاحتفاء
سُمّي جورج «المفكر المسيحي المحافظ الأكثر تأثيرًا» في الولايات المتحدة من قبل دافيد كيركاباتريك الصحفي في نيويورك تايمز وأضاف قائلًا:
يعتقد المعجبون بجورج أنه يُحيي سلالة فكر كاثوليكية في القانون الطبيعي يعود تاريخها إلى القديس توما الأكويني. إن معرفته الواسعة أكسبته شهرة واسعة عند المؤسسات العلمانية والدينية على حد سواء. تلقى جورج دعوتين لإلقاء محاضرات عالية المستوى في كلًّ من المدرسة اللاهوتية المعمدانية الجنوبية وكلية هارفارد للحقوق منذ عامين من الزمن في أسبوع حافل للغاية.
أثنت القاضية في المحكمة العليا والعميدة السابقة في كلية هارفارد للحقوق إيلينا كاغان على جورج قائلة «إنه أحد أبرز المنظرين القانونيين على مستوى البلاد»، وقالت إن التقدير الذي ناله كان بسبب «حدة ذكائه، والقدرة التحليلية في افتراضاته، ومدى اطلاعه ومعرفته، وعمق قناعاته المنهجية، ونزاهته الراسخة والعميقة».
عند إعلان انتخابه رئيسًا للجنة الولايات المتحدة للحرية الدينية الدولية في عام 2013، أثنت كاترينا سويت رئيسة مؤسسة لانتوس، المنتمية للحزب الديمقراطي والتي عيّنها هاري ريد زعيم مجلس الشيوخ الأمريكي، على جورج إذ قالت «إنه مناصر حقيقي لحقوق الإنسان فهو يملك عاطفة حقيقية تجاه ضحايا الظلم فضلًا عن حكمته في ما يخص الحرية الدينية الدولية التي تضيء كل ما أنجزناه». وصفت مجلة النيويوركير جورج في عام 2014 أنه «فيلسوف قانوني محافظ ذائع الصيت أدّى دور الأب الروحي للطلاب ذوي النزعة اليمينية في جامعة برنستون».
ادعى منتقدو جورج ومن ضمنهم الكثير من المفكرين الكاثوليكيين بأنه أهمل جوانب جوهرية في الرسالة المسيحية ومنها «فساد العقل البشري من خلال الخطيئة الأولى، والحاجة إلى المغفرة والصدقة، والفرصة في الخلاص» لكنه ركز على «آليات» الأخلاق، وأنه جعل من الكنيسة «أداة لصالح الحزب الجمهوري» خلال فترة ارتباطاته ونشاطاته السياسية.